# Neacomys pictus
Neacomys pictus là một loài động vật có vú trong họ Cricetidae, bộ Gặm nhấm. Loài này được Goldman mô tả năm 1912.